# Crossobamon
Genre
Crossobamon est un genre de geckos de la famille des Gekkonidae.

## Répartition
Les espèces de ce genre se rencontrent en Asie centrale, dans le nord de l'Iran et dans l'ouest de l'Asie du Sud.

## Description
Ce sont des geckos de taille moyenne à grande pour des geckos, environ 160 mm, les deux espèces sont relativement similaires.

## Liste des espèces
Selon The Reptile Database (16 septembre 2012) :
- Crossobamon eversmanni (Wiegmann, 1834)
- Crossobamon orientalis (Blanford, 1876)

## Publication originale
- Boettger, 1888 : Über die Reptilien und Batrachier Transcaspiens. Zoologische Anzeiger, vol. 11, p. 259-263 (texte intégral).